# Conrad Brüne
Conrad Benno Brüne (* 19. Oktober 1853 in Glashütte; † 22. Juli 1931 in Langebrück) war ein sächsischer Braumeister und von 1897 bis 1923 in der Direktion der Radeberger Exportbierbrauerei tätig. Während seiner Zeit als Direktor erlangte die Brauerei das noch heute geltende internationale Ansehen sowie den Status Hoflieferant des sächsischen Königs und damit das Recht, ihr Bier fortan „Tafelgetränk seiner Majestät des Königs Friedrich August III. von Sachsen“ zu nennen.

## Leben

Brüne (rechts) mit Vater und Söhnen

Brünes Vater war Ernst Anton Clemens Brüne, Besitzer eines Kolonialwarenladens und Kassenwart der Spar- und Vorschußvereine G.m.b.H. in Glashütte. Da er nicht über genügend Mittel verfügte, um seinem Sohn die Ausbildung zum Brauer zu finanzieren, wurde Conrad Brüne von seinem ältesten Bruder Emil unterstützt. Nach seiner Ausbildung begab sich Brüne auf die traditionelle Wanderschaft, um seine handwerklichen Fertigkeiten in verschiedenen Brauereien und Mälzereien zu festigen und zu erweitern. 1886 trat er in der Radeberger Exportbierbrauerei den Posten des Braumeisters an.
Am 22. März 1890 heiratete er Eugenia Selma Lydia Brüne, geb. Haude (* 14. Oktober 1863 in Christburg; † 24. Mai 1945 in Langebrück). Sie hatten fünf gemeinsame Kinder. Seine Söhne Hellmuth und Fritz übernahmen die Glasfabrik Gebr. Eibenstein Glashüttenwerke GmbH in Bischofswerda. Das Unternehmen wurde unter dem Namen Brüneglas Bischofswerda bekannt. 
Im Jahr 1911 wurde Brüne zum Königlichen Kommerzienrat ernannt.
Anlässlich seiner Silberhochzeit gründete Brüne am 22. März 1915 die Conrad-Brüne-Stiftung mit Sitz in Radeberg mit einem Grundvermögen von 10.000 Mark. Diese diente dazu, im Ersten Weltkrieg invalid gewordene Kriegsteilnehmer, Hinterbliebene von Gefallenen sowie Hilfsbedürftige, vor allem aus der Radeberger Exportbierbrauerei, durch jährliche Zahlungen zu unterstützen. Die Verwaltung der Stiftung übernahm die Stadt Radeberg.

## Karriere
Als Brüne am 20. Dezember 1886 in Radeberg den Posten des Braumeisters übernahm, begann er mit dem damaligen Direktor Gustav Philipp, die Brauerei von einer Klein- zu einer überregional bekannten Großbrauerei aufzubauen. 1897, nach dem Tod Philipps, wurde Brüne zum Brauereidirektor berufen. Seine Funktion als Braumeister hielt er bis 1910 auch weiterhin inne. Brünes Bemühungen um das Wachstum der Brauerei zeigten schnell Wirkung, so dass bereits um die Jahrhundertwende in der Presse von seinen „überraschenden Erfolgen“ berichtet wurde. Radeberger Bier wurde ein Exportartikel und bis in die Vereinigten Staaten geliefert. 1898 berief man Brüne in den Aufsichtsrat der Brauerei.

König Friedrich August III. beim Besuch der Brauerei

Neben Fortschritten in der Qualität und der Produktion des Radeberger Bieres stand für Brüne die Öffentlichkeitsarbeit im Zentrum seiner Bemühungen. Ende des 19. Jahrhunderts machte der erste Reichskanzler des Deutschen Reiches, Otto von Bismarck, das Radeberger Bier zu seinem Kanzlerbier. Der sächsische Königshof verlieh der Brauerei den Status „Königlich Sächsischer Hoflieferant“. Am 11. Dezember 1905 wurde der Brauerei per königlichem Dekret die Genehmigung erteilt, das Radeberger Pilsner als „Tafelgetränk seiner Majestät des Königs Friedrich August III. von Sachsen“ zu bezeichnen. 1907 gelang es Brüne, einen Besuch des Königs in der Brauerei zu arrangieren. Brüne persönlich führte ihn am 21. August 1907 durch die Brauerei.
Zur Optimierung der Produktion entwickelte Brüne eine spezielle Art der Darre, die sogenannte Dreihorden-Malzdarre. Seine Entwicklung wurde 1909 beim Kaiserlichen Deutschen Patentamt registriert und 1911 als Darre System, Patent Brüne in der Radeberger Brauerei in Betrieb genommen. Neben dem Patent auf die Darre ließ sich Brüne auch mehrere Gebrauchsmuster schützen. Die Darre galt als fortschrittlichste ihrer Zeit. Das Patent wurde ebenso im europäischen Ausland (Dänemark, England, Frankreich, Österreich, Schweiz) erfolgreich angemeldet. Außerdem entwickelte er ein neuartiges Verfahren zur Verwertung von Rückständen, die beim Betrieb von Malzputzmaschinen entstehen und die bisher als Abfall galten, auf das er ebenfalls ein Patent erhielt.
Die Brauerei steigerte unter Brünes Leitung stetig ihren Absatz und entwickelte sich zu einem industriellen Großbetrieb. So konnte 1914 bereits eine Jahresproduktion von 230.000 Hektolitern Bier verzeichnet werden. Bis 1923 übte Brüne das Amt des Brauereidirektors aus. Auch nach seiner Pensionierung blieb er Mitglied des Aufsichtsrates des Unternehmens, in dem er bis zu seinem Tod tätig blieb. Am 22. Juli 1931 verstarb Brüne nach einem Unfall und einer zunächst gut überstandenen Operation. Er wurde auf dem Alten Annenfriedhof in Dresden bestattet.

## Vermächtnis
Nach Brünes Tod verfasste die Leitung der Radeberger Exportbierbrauerei einen Nachruf, in welchem unter anderem zu lesen war:

„Er hat sich mit unermüdlichem Fleiß seinen Aufgaben gewidmet und mitgeholfen, unser Unternehmen zu seiner heutigen Bedeutung emporzuführen.“

Das im Januar 2006 eingeweihte Sozialgebäude auf dem Gelände der Radeberger Brauerei trägt den Namen Conrad-Brüne-Haus. Das Gebäude wird unter anderem für Seminare, Tagungen, Lesungen und Konzerte benutzt.